# Нешвил (ТВ серија)
Нешвил (енгл. Nashville) америчка је телевизијска серија коју је створио Кали Коури. Приказује животе разних фиктивних певача кантри музике из Нешвила, а првенствено се усредсређује на Рајну Џејмс и Џулијет Барнс. Премијера је приказана 10. октобра 2012. године.
У мају 2016. ABC је отказао серију, док ју је у јуну исте године преузео CMT. Након одлуке руководства CMT да укине све игране програме, финале је приказано 26. јула 2018. године.

## Радња
У Нешвилу, главном граду кантри музике, музичари и текстописци су у самом срцу вртлога сопственх амбиција. Неке покреће креативност и жеља за славом, док се други боре са притиском славе и чине све што је у њиховој моћи да остану на врху. Смештена усред растуће музичке индустрије Нешвила, серија прати кантри икону Рајну Џејмс, нову поп-звезду Џулијет Барнс и целу заједницу разних музичара, стихоклепаца и осталих играча у тој сулудој, али веома уносној индустрији.

## Улоге
| Глумац           | Улога           |
| ---------------- | --------------- |
| Кони Бритон      | Рајна Џејмс     |
| Хејден Панетијер | Џулијет Барнс   |
| Клер Боуен       | Скарлет О’Конор |
| Ерик Клоус       | Теди Конрад     |
| Чарлс Естен      | Дикон Клејборн  |
| Џонатан Џексон   | Ејвери Баркли   |
| Сем Паладио      | Гунар Скот      |
| Роберт Виздом    | Колман Карлајл  |
| Пауерс Бут       | Ламар Вајат     |
| Крис Кармак      | Вил Лексингтон  |
| Ленон Стела      | Меди Конрад     |
| Мејзи Стела      | Дафни Конрад    |
| Вил Чејс         | Лук Вилер       |
| Оливер Хадсон    | Џеф Фордхам     |
| Обри Пиплс       | Лејла Грант     |
| Камерон Скогинс  | Зак Велес       |
| Кејтлин Даблдеј  | Џеси Кејн       |
| Џефри Нордлинг   | Бред Мејтланд   |

## Епизоде
| Сезона | Сезона | Епизоде | Епизоде      | Оригинално емитовање | Оригинално емитовање |
| Сезона | Сезона | Епизоде | Епизоде      | Премијера            | Финале               |
| ------ | ------ | ------- | ------------ | -------------------- | -------------------- |
|        | 1.     | 21      | 21           | 10. октобар 2012.    | 22. мај 2013.        |
|        | 2.     | 22      | 22           | 25. септембар 2013.  | 14. мај 2014.        |
|        | 3.     | 22      | 22           | 24. септембар 2014.  | 13. мај 2015.        |
|        | 4.     | 21      | 21           | 23. септембар 2015.  | 25. мај 2016.        |
|        | 5.     | 22      | 11           | 15. децембар 2016.   | 9. март 2017.        |
| 11     | 5.     | 22      | 1. јун 2017. | 10. август 2017.     |                      |
|        | 6.     | 16      | 8            | 19. децембар 2017.   | 22. фебруар 2018.    |
| 8      | 6.     | 16      | 7. јун 2018. | 26. јул 2018.        |                      |